# Christian Engel (Politiker)

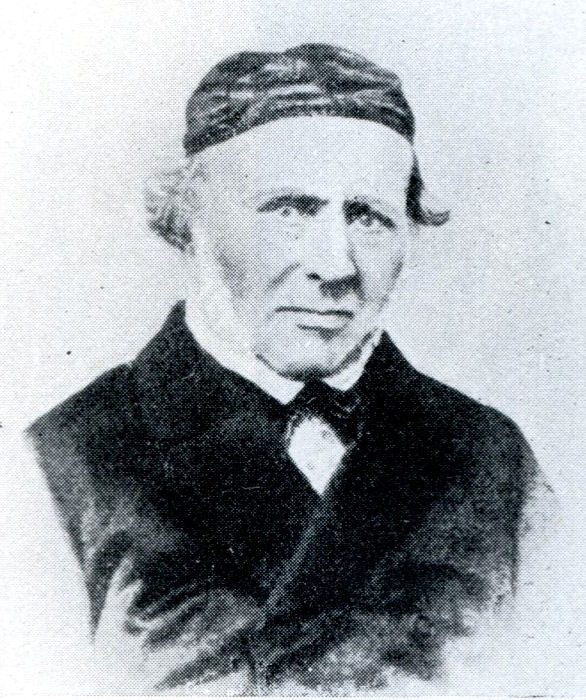
Christian Engel

Christian Ludwig Bernhard Engel (* 16. Juli 1788 in Kloster Malchow (Mecklenburg); † 8. Januar 1871 in Röbel/Müritz) war ein deutscher Advokat, Bürgermeister und Parlamentarier.

## Leben
Christian Engel war ein jüngerer Sohn des Juristen und ab 1786 Küchenmeisters des Klosters Malchow Johann Jacob (Christian) Engel (1762–1840) und dessen Frau Magdalene, geb. Schröder (1765–1835). Nach dem Besuch des Gymnasiums in Schwerin studierte er Rechtswissenschaften an den Universitäten Heidelberg und Rostock. Nach dem Examen wurde er 1810 Advokat in Güstrow und nahm an den Befreiungskriegen 1813 bis 1815 teil. Danach wurde er von 1815 bis zu seiner Pensionierung 1861 Bürgermeister der mecklenburgischen Kleinstadt Röbel. Seit 1836 war Engel Mitglied des Vereins für mecklenburgische Geschichte und Altertumskunde. 1848 wurde er als Abgeordneter in die Mecklenburgische Abgeordnetenversammlung im Wahlkreis Mecklenburg-Schwerin 78 (Röbel) gewählt.
Von 1841 bis 1862 war Hofrat Dr. Engel in Röbel auch Syndikus der Sandpropstei des Klosteramts Dobbertin. Zur Vorderen Sandpropstei gehörten Roez, Lexow, Sietow und Schamper Mühle, zur Hinteren Sandpropstei Lärz, Diemitz, Wale und Schwarz.
Engel war seit 1815 mit Ulrike Classe (1793–1881) verheiratet und hatte neun Kinder, darunter Hermann Engel (1817–1887), Justizbeamter in Bützow und Rostock, und Franz Engel (1834–1920), bekannt als Forschungsreisender, zuletzt Museumsassistent und Bibliothekar in Berlin.
Zu seiner Goldenen Hochzeit trug Fritz Reuter mit einer eigens geschriebenen Polterabendszene bei. Die Familie Engel führte das Amt des Küchenmeisters als ausführender Finanzbeamter, dem das Rechnungswesen und die Amtskasse im Klosteramt Malchow unterstanden, drei Generationen lang.

## Ehrungen
- Großherzoglich mecklenburg-schwerinischer Hofrat